# Соборная площадь (Липецк)
Собо́рная пло́щадь (пло́щадь Ле́нина) — центральная площадь Липецка. Находится в Советском округе между улицами Интернациональной, Зегеля и Петровским проездом.
Была образована ещё до революции как площадь перед Христорождественским собором. 6 ноября 1918 года по н. ст. Липецкий исполком переименовал Соборную площадь в Интернациона́льную. 9 июля 1958 года Интернациональную площадь переименовали в площадь Ленина.
30 июня 1993 года площади возвращено историческое название Соборная площадь в качестве второго официального. В решении Малого совета Липецкого горсовета народных депутатов сказано, что «установлено равноправие этих названий, любое из которых является равносильным. На табличках и указателях обозначаются оба названия». Поэтому во многих документах появилась такая форма: площадь Ле́нина-Собо́рная, неверная с точки зрения орфографии.

## Оформление ансамбля

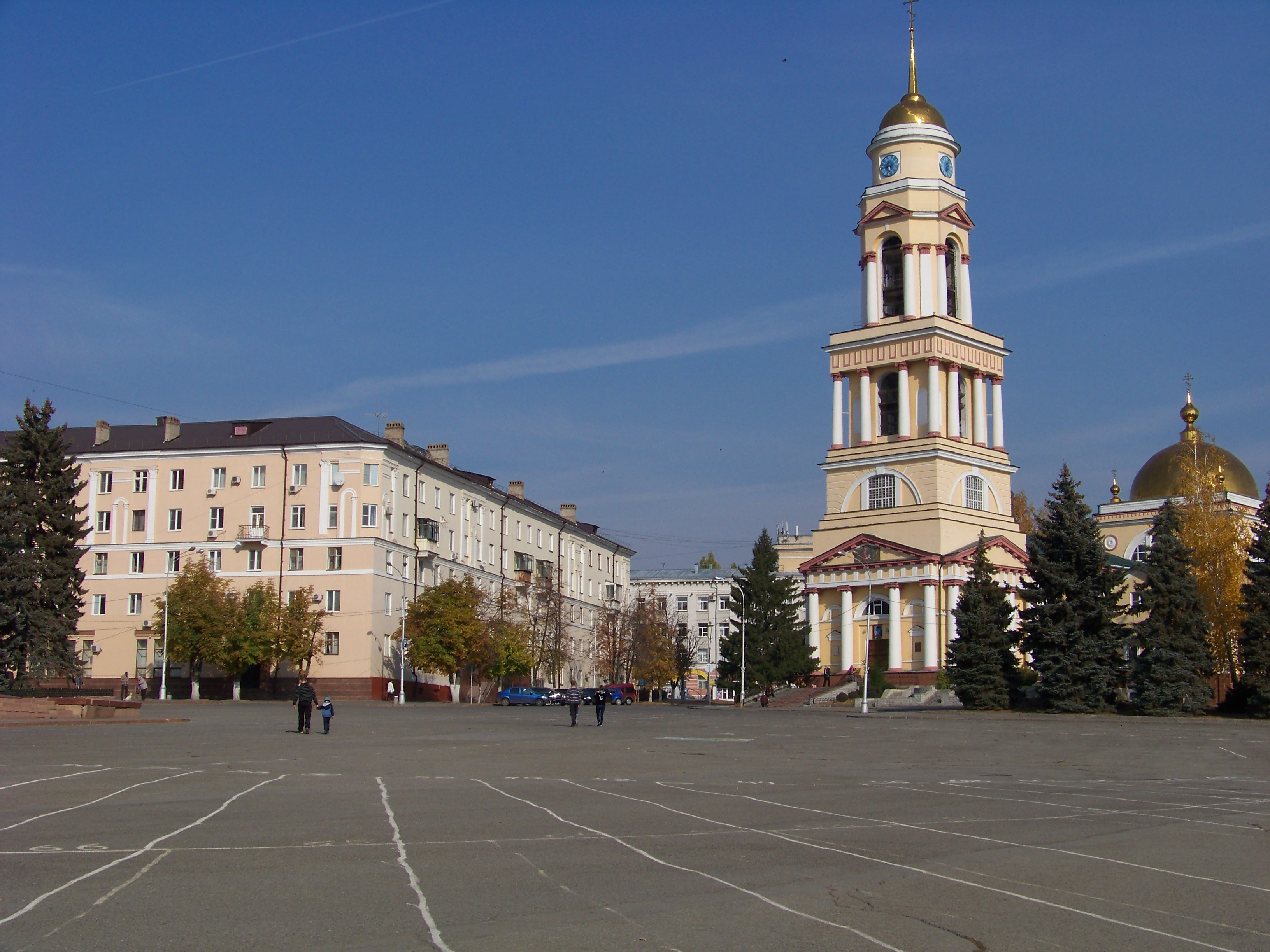

В 1957 году в связи с планами строительства на ней Дома Советов началась масштабная реконструкция. В 1958 году Дом Советов был введен в строй; в нём разместились областные партийные и административные органы. Фасад здания украшают двадцать четыре колонны. Это самое представительное гражданское сооружение в городе. Тогда же сдан в эксплуатацию и жилой дом № 3 с гостиницей «Центральной». Проекты обоих зданий выполнил архитектор Николай Бровкин.

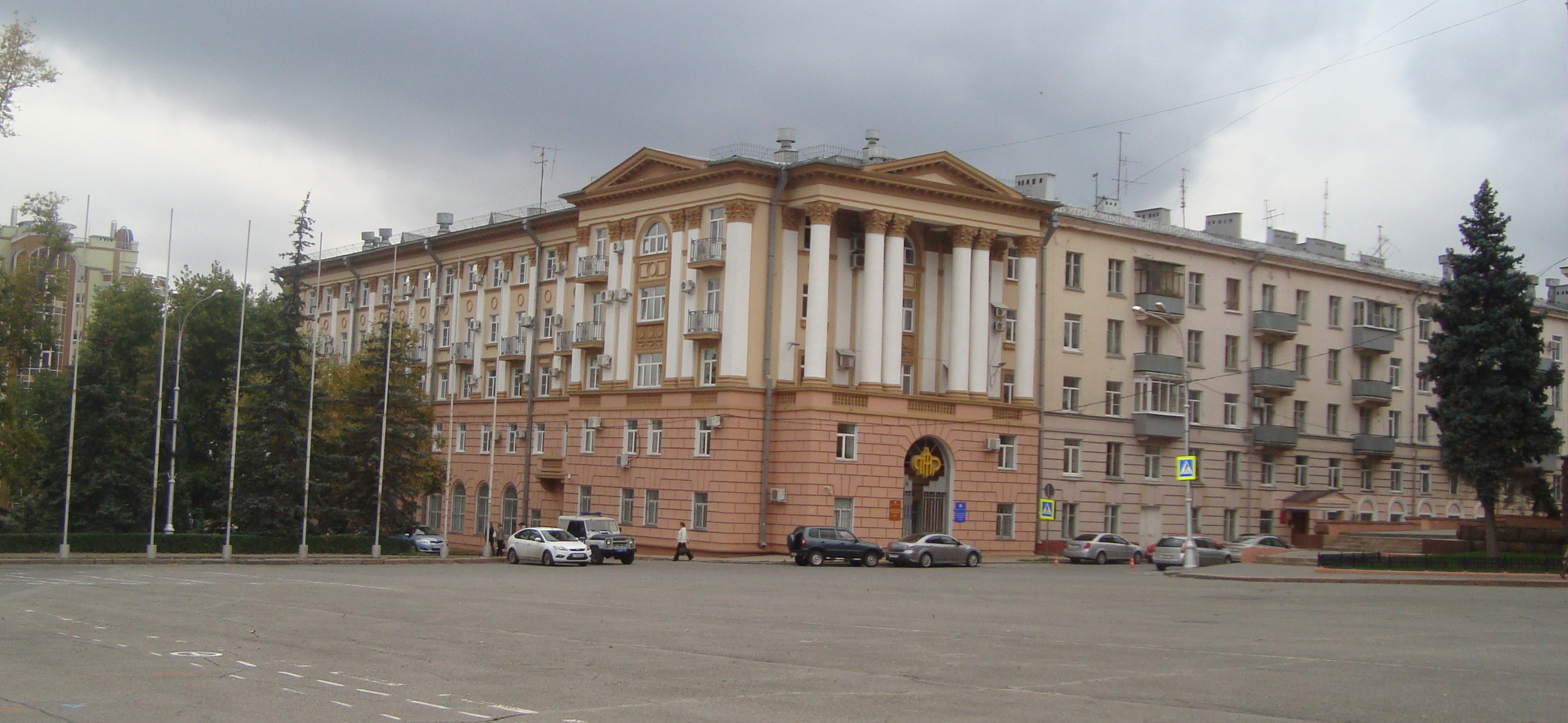
Соборная пл., 3

Помимо этого перед городскими властями встал серьёзный вопрос: что делать с собором, ведь он был главным храмом города. От идеи взорвать собор помог уйти главный архитектор Липецкой области Леонид Рудаков. В итоге было решено его реконструировать без крестов и внутри создать областной краеведческий музей.
В 1960—1970-х годах планировалось построить 9-этажное здание обкома КПСС, однако многие архитекторы высказались против этого, так как в противном случае была бы загорожена перспектива.
В 1955—1965 годах было проведено благоустройство площади. С неё к Петровскому проезду (Петровскому спуску) спустилась парадная лестница (арх. Мирон Мордухович и Алевтина Кузьмина). В проекте Бровкина планировался спуск прямо по центральной оси Дома Советов к памятнику Петру I и далее на главную аллею Нижнего парка. Однако новое решение принято, исходя из сложившихся направлений (по тропам). В 2007 году началась реконструкция лестницы: летом вдоль спуска открылся фонтанный комплекс в виде каскада.

## ПамятникиЛенину

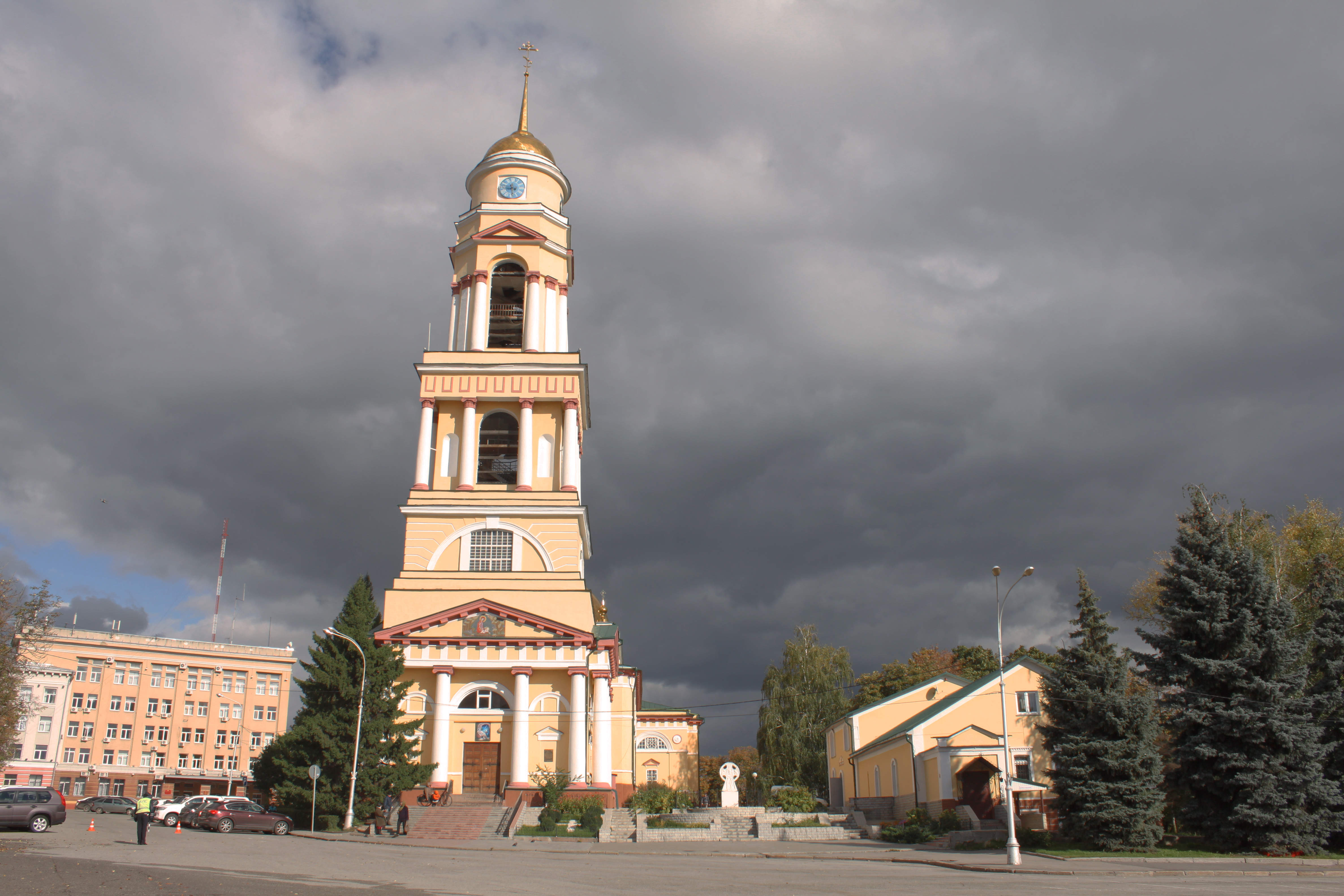
Христорождественский собор

На площади Ленина стояли два памятника вождю большевиков. Первый, выполненный скульптором Сергеем Меркуровым, установили в начале ноября 1957 года, когда завершили основные работы по созданию ансамбля. Высота пьедестала — 6,25 метра; это параллелепипед, облицованный коричневым гранитом, с гранитными ступенями по периметру. Сама скульптура имела высоту 5,5 метра. Тогда Ленин смотрел на восток, а левая рука была согнута в локте.
К середине 1980-х годов скульптура, сделанная из железобетона, стала осыпаться. Новый заказ получил уже другой скульптор — Лев Кербель. Он выполнил её совместно с архитектором Николаем Бровкиным. Торжественное открытие состоялось в июле 1983 года. Высота пьедестала была сокращена. Сегодня монумент — .

## Транспорт
К Соборной площади можно доехать следующими видами общественного транспорта:
- Автобусы 2, 9т, 12, 33, 33а, 39, 44, 300, 302, 315, 345, 352, 359 ост.: «Улица Ленина»; автобусы 2, 12, 39, 44, 300, 302, 309, 315, 328, 345, 352, 380, ост.: «Пл. Плеханова».